# اچ‌ام‌اس تائورانگا (۱۸۸۹)
اچ‌ام‌اس تائورانگا (۱۸۸۹) (به انگلیسی: HMS Tauranga (1889)) یک کشتی بود که طول آن ۲۷۸ فوت (۸۵ متر) بود. این کشتی در سال ۱۸۸۹ ساخته شد.